# 政治的暴力行為防止法案
政治的暴力行為防止法案（せいじてきぼうりょくこういぼうしほうあん）は、テロ行為を防止する法案。略称は政防法案。
1961年5月13日に国会、衆議院に提出された法案。浅沼稲次郎暗殺事件や嶋中事件などの右翼テロの横行を事情に自由民主党の議員立法として提出した。
政治的暴力行為が、団体活動として行われる場合の刑罰規定や団体規制が規定されている。
政治的暴力行為の定義は「政治上主義を推進して殺人、傷害、逮捕監禁、強要、集団暴行、脅迫、器物損壊、政府中枢施設への不法侵入による暴行、殺人予備を予見される者に対して継続して特定人物を殺害することの正当性を主張する行為」と規定している。
政治的暴力団体が継続または反復して政治的暴力行為を行い、将来継続または反復して政治的暴力行為を行う明らかな恐れがある場合、4カ月以内（殺人の場合は6カ月）に限定してデモ活動や機関紙誌発行を禁止できる団体規制が行えるとした。さらに殺人を犯した政治的暴力団体が、将来継続または反復して殺人を行う明らかな恐れがある場合は団体解散を可能とする規定も設けられた。これらの団体規制について調査権限は公安調査庁、規制処分権限は公安審査委員会にあると規定した。
しかし、日本社会党は団体規制に反対し個人を処罰する規定のみとすることを主張して対案となる法案を提出して自民党案との溝が埋まらなかった。左派の間でも「第二破防法」などと喧伝されて反対の声が上がり、6月2日、国会周辺で3万人の反対デモがあった。元来この法案は、池田内閣の「低姿勢」に批判的な岸派・佐藤派といった反主流派勢力が導入に積極的で、池田の師匠でもある吉田茂や野党民社党を巻き込み、成立に向け池田に圧力をかけて揺さぶりをかけてきたという経緯があり、池田の周辺では消極論も強かったが、池田自身は強硬策を指示し、1961年6月3日に自民・民社両党は衆議院で強行採決、可決されたが、国会は混乱を招いた。6月8日には久保田鶴松副議長が本法案への審議不協力を理由に与党自民党から不信任決議案を提出され、可決されて即日辞任した。しかし、参議院で松野鶴平議長のあっせんで採決されずに継続審議、廃案となった。

## 関連書籍
- 公安調査庁『政治的暴力行為防止法案について―立案の理由及び審議の経過』公安調査庁、1979年。